# Liên hoan phim Cannes 2014
Liên hoan phim Cannes thường niên lần thứ 67 được tổ chức từ ngày 14 đến 25 tháng 5 năm 2014. Đạo diễn phim người New Zealand Jane Campion là trưởng ban giám khảo của phần tranh giải chính. Giải Cành cọ vàng được trao cho bộ phim của Thổ Nhĩ Kỳ Winter Sleep do Nuri Bilge Ceylan làm đạo diễn.
Liên hoan phim mở màn với tác phẩm bị trì hoãn lâu dài Grace of Monaco, đạo diễn bởi Olivier Dahan với sự tham gia của Nicole Kidman trong vai chính Grace Kelly. Bộ phim này không tham gia tranh giải. Phiên bản độ phân giải 4K của bộ phim A Fistful of Dollars năm 1964 của Sergio Leone là phim chiếu hạ màn liên hoan. Do trùng lịch với cuộc bầu cử Nghị viện châu Âu vào ngày 25 tháng 5 năm 2014 nên giải Cành cọ vàng được công bố vào ngày 24 tháng 5, còn phim giành chiến thắng ở mục Un Certain Regard được công bố vào ngày 23 tháng 5. Áp phích của liên hoan phim là hình ảnh nam diễn viên người Ý Marcello Mastroianni trong bộ phim năm 1963 của Federico Fellini, 8½, xuất hiện trong Danh sách lựa chọn chính thức của Liên hoan phim Cannes 1963, mục các phim không tham gia tranh giải.